# Francina Armengol
Francesca Lluc Armengol Socías (pron. balearica: [fɾənˈsəskə ˈʎuk əɾməŋˈɡɔl soˈsiəs]), detta Francina ([fɾənˈsinə]; Inca, 11 agosto 1971) è una politica spagnola, deputata e Presidente del Congresso dei Deputati dal 17 agosto 2023. Precedentemente ha ricoperto, dal 2015 al 2023, l’incarico di Presidente del Governo delle Isole Baleari.

## Biografia
Nata ad Inca, nelle Isole Baleari, l’11 agosto 1971, è membro del Partito Socialista (PSOE) dagli anni 90. Dal 1998 al 2000 fu consigliera comunale di Inca. Dal 1999 fu deputata presso il Parlamento delle Isole Baleari, ruolo che, dal 2007 al 2011, ricoprì insieme a quello di consigliera presso il Consiglio insulare di Maiorca.
Il 26 febbraio 2012 assunse la segreteria generale del ramo del PSOE nelle Isole Baleari, divenendo poi candidata ufficiale del partito alle elezioni regionali del 2015, vinte da quest’ultimo. Il 2 giugno 2015, dunque, assume l’incarico di Presidente del Governo delle Isole Baleari, venendo rieletta 2019.
Il 19 giugno 2023, constatata l’imminente elezione della popolare Marga Prohens alla carica di Presidente regionale in seguito al risultato delle elezioni regionali del 2023, rassegna le proprie dimissioni, venendo tuttavia candidata dal PSOE al Congresso dei Deputati per la circoscrizione Isole Baleari, risultando eletta alle elezioni generali del medesimo anno. Ha assunto l’incarico il 17 agosto 2023.
Nello stesso giorno dell’inizio del suo incarico da deputata, proposta come candidato di compromesso dal PSOE per compattare una maggioranza frammentata di sinistra, viene eletta Presidente del Congresso dei Deputati con 178 voti favorevoli su 350.